# 早期人类对火的使用
人類对火的使用是人類科技發展和文化演化的轉折點，使人類的族群大小和棲息範圍得以大幅擴張。火的使用令人類烹煮食物，並從加热过的食物中攝取蛋白質和碳水化合物。火又提供溫暖，使人類在寒冷的夜間，及至寒冷的氣候中活動。火提供了天然光源外的另一選擇，也給予人類抵御外来食肉动物的入侵的能力。
在現代人演化出來之前，古代的人屬生物，也就是現代人類在生物學上的祖先，如直立人，可能在一百萬年前到一百五十萬年前或更早，就已會用火。

## 證據

### 東非
有關人類用火的最早證據來自多個位於東非的考古景點，例如肯亞境內附近的契索旺加（Chesowanja）、庫比佛拉（Koobi Fora）及歐羅結撒依立耶（Olorgesailie）。位于契索旺加的地层中发现了一些红色粘土，其历史可以追溯到距今（Before Present）142万年前。 这些泥土的身上有被再加热的痕迹，这就表明其曾为了增加硬度而被加热到400℃的高温。
位于库比佛拉的FxJjzoE地区和FxJj50地区则发现了一些被染红的土壤沉积物，只有200-400℃的高温能产生这一变化，这说明直立人曾在距今150万年于该地使用过火。位于肯尼亚境内的歐羅結撒依立耶的一个地区中，有一个像地炉的凹地。人们在这里发现了一些微小的炭渣，但这也可能是由一些自然的灌木火灾引起的。
位于埃塞俄比亚Gadeb的8E地区，发现了一些貌似已被燃烧过的整体凝灰岩的碎片，但这些岩石的再燃烧现象有可能是因当地火山活动变化引起的。 类似碎片也已从直立人创建的阿舍利文化相关遗留品当中找到。
位于埃塞俄比亚阿瓦什河的中游河谷中，存在着一些红色粘土质土壤的锥心洼地，这种土质有可能是200℃的高温造成的。而这种高温现象的原因则归咎为燃烧树木的枝干，这使得当时的人们很可能烧毁他们的生态地区。一些燃烧过的石头也能在这里找到，同样的，火山整体凝灰岩也在该地区周围被发现。

### 南非
位于南非的斯瓦特克朗斯找到了最早的有关人类使用火的可靠证据，在阿舍利时期的一些工具、骨制工具以及一些拥有早期人为刻印的骨头中发现有一部分被烧焦。该地区也提供了一些有关直立人时期肉食动物的证据。位于南非的Hearth洞穴中发现了一些燃烧后的沉积物，这可以追溯到距今20到70万年前。在以下几处地方同样找到了类似的证据：Montagu洞穴（距今5.8万年到距今20万年）以及Klasies河口（距今12万年到距今13万年）。
最可靠的证据来自赞比亚境内的kalambo瀑布。在这里找到了一些有关早期人类使用火而制造手工制品的迹象，包括烧焦的木料、木炭、红化的土壤、一些炭化了的草皮、植物以及一些有可能曾被火烤而加硬的木具。该地区经放射性碳年代测定法推断处在距今6.1万年而用氨基酸外消旋作用法推断处在距今11万年。
火曾被静湾文化用于加热硅质石头从来加硬其硬度以便制造成工具。这一研究表明不仅处于距今7.2万年的地区有使用火的迹象，那些处在距今16.4万年前的地区也有可能。

### 近東
由1930年代發現的一個以色列Bnot Ya'akov Bridge可能是爐灶燒火遺址中，顯示直立人或匠人在距今79萬至69萬年前已經能人工生火。
位於臺拉維夫以東12公里的Qesem Cave，證據顯示晚更新世末距今約382,000至200,000年經常使用火，大量被燒的骨頭和適度地加熱的泥土堆暗示在火旁宰割獵物和為其剝肉。

### 遠東
中國山西省內的西侯度遗址，發現180萬年前的哺乳類動物殘骨的變色顯示曾被燃燒。位於雲南省的元謀遺址也發現發黑的哺乳類動物殘骨。
爪哇發現的直立人化石中也發現變黑的殘骨和炭沉積物。

#### 周口店

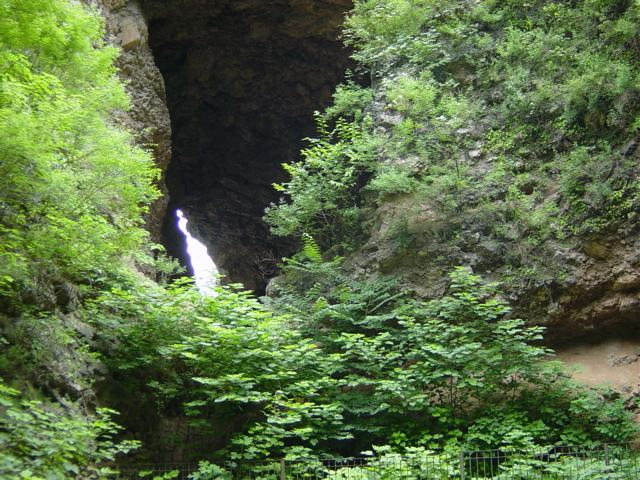
周口店洞穴群，既是世界文化遗产所在地，也是中国较早被认为人类使用火的地区。

中國周口店遺址發現距今50萬至150萬年前火的證據，來自 Locality 1 中 Layer 10 的直立人化石旁燒過的骨頭、由石器碎片、炭、灰燼和爐床。數根殘骨的顏色是平均的灰黑色，推斷不是受錳元素影響而是燒過的骨頭特徵，且紅外線光譜顯示存在氧化物。實驗成功把同樣是第十層的其他骨頭燃燒成藍綠色，同一種化學反應有可能在遺址內的白色、黃色和黑色骨頭上發生。Layer 10 本身是生物製造的硅、鋁、鐵和鉀的灰燼，但沒有木頭灰燼如硅粒。

### 歐洲
歐洲多個遺址有證據顯示直立人使用火。匈牙利Vértesszőlős發現Samu和燒過的骨頭，但沒有發現炭。在西班牙Torralba和Ambrona，發現距今300萬至500萬年前阿舍利文化的石器。在法國Saint-Estève-Janson的Escale Cave內發現紅色泥土和五個距今20萬年前的爐床。
普遍證據顯示距今125,000年前已廣泛使用火。

## 行為改變
火的使用以及其伴随而来的光亮给人类的行为方式带来了重大改变。 人类的活动不再限制于白昼的长短。另外，一些哺乳动物和咬人的昆虫会躲避火和烟。

## 飲食改變
由于植物的一些构成是不可咀嚼的，例如粗纤维及淀粉，因此在火出现之前，枝茎、成熟叶、扩展的根以及块茎并不能成为人类饮食构成的优先选择。取而代之的是，人们摄取的是植物构成中的简单糖和碳水化合物，例如种子、花朵及多肉的水果。合并于种子中的毒素以及类似的碳水化合物来源也影响着人们的饮食，一些含氰苷的来源比如亚麻籽以及树薯在经过烹饪后就能除去毒素。直立人的牙齿以及其附着物的消耗表明了硬质肉和脆根蔬菜的食用。
哈佛大学的Richard Wrangham认为食用烹饪过的植物性食物可能因此而擴大人类脑容量，因为这样可以使淀粉食物中的复合碳水化合物更容易地被身体所吸收，并且使人类得以攝取更多卡路里。通过火对热蛋白质的加热也改善了食物的营养价值。
人类对食物的烹饪很明显是从被烧焦变黑的哺乳动物的骨头中发现的，这种烹饪让肉类更容易食用，食物氣味口感較生肉強烈，并且通过让肉类自身更容易被消化，从蛋白质获取营养变得更容易。消化熟肉所需的能量较消化生肉的少，烹製糊状胶原蛋白或其它结缔组织的情况也一样，“将原本紧紧贴在一起的糖类分解，让它们更易被吸收。”烹饪同時杀死了食物中的寄生虫和病菌免除因食物中毒而生病的可能。